# کوه موکوتو
کوه موکوتو (انگلیسی: Mount Mokoto) یک رشته‌کوه در هوکایدوی کشور ژاپن است.